# 142368 Majden
142368 Majden è un asteroide della fascia principale. Scoperto nel 2002, presenta un'orbita caratterizzata da un semiasse maggiore pari a 2,2911102 UA e da un'eccentricità di 0,1291267, inclinata di 0,94573° rispetto all'eclittica.